# ローガン・ストーリー
ローガン・ストーリー（Logan Storley、1992年9月8日 - ）は、アメリカ合衆国の男性総合格闘家。サウスダコタ州ロズリン出身。サンフォードMMA所属。元Bellator世界ウェルター級暫定王者。

## 来歴

### レスリング
5歳からレスリングを始める。高校時代にはサウスダコタ州王者に6度輝き、2010年にはNHSCA全米選手権で優勝した。ミネソタ大学ツインシティー校時代にはNCAAディビジョン1でオールアメリカンに4度選出され、119勝27敗の記録を残した。

### 総合格闘技
2015年、RFAでプロ総合格闘技デビューし、5戦全勝の戦績を残した。

### Bellator
2017年7月14日、Bellator初参戦となったBellator 181でケミエル・ヘイリーと対戦し、グラウンドの肘打ち連打で1RTKO勝ち。
2020年11月12日、Bellator 252でヤロスラフ・アモソフと対戦し、1-2の判定負け。キャリア12戦目で初黒星を喫した。
2022年2月19日、Bellator 274でウェルター級ランキング4位のネイマン・グレイシーと対戦し、3-0の5R判定勝ち。

#### Bellator世界王座獲得
2022年5月13日、Bellator 281のBellator世界ウェルター級暫定王座決定戦でウェルター級ランキング1位のマイケル・ペイジと対戦し、2-1の5R判定勝ち。王座獲得に成功した。

#### 世界王座陥落
2023年2月25日、Bellator 291のBellator世界ウェルター級王座統一戦で正規王者ヤロスラフ・アモソフと約2年3カ月ぶりに再戦し、0-3の5R判定負け。王座統一に失敗し、暫定王座から陥落した。
2024年4月19日、PFL 3のPFLウェルター級トーナメント・レギュラーシーズン1回戦でシャミル・ムサエフと対戦し、2Rに右ストレートからのパウンドでKO負けを喫した。
2025年4月3日、PFL 2025 World Tournament: 1st Round 1のPFLウェルター級トーナメント1回戦で元Eternal MMAウェルター級王者のジョセフ・ルシアーノと対戦し、3-0の判定勝ちを収め準決勝進出を果たした。
2025年6月12日、PFL 2025 World Tournament: Semifinals 1のPFLウェルター級トーナメント準決勝で元ウェルター級キング・オブ・パンクラシストの菊入正行と対戦し、3-0の判定勝ちを収め準決勝進出を果たした。

## 戦績
| 総合格闘技 戦績 | 総合格闘技 戦績 | 総合格闘技 戦績 | 総合格闘技 戦績 | 総合格闘技 戦績 | 総合格闘技 戦績 | 総合格闘技 戦績 |
| --------------- | --------------- | --------------- | --------------- | --------------- | --------------- | --------------- |
| 22 試合         | (T)KO           | 一本            | 判定            | その他          | 引き分け        | 無効試合        |
| 18 勝           | 9               | 0               | 9               | 0               | 0               | 0               |
| 4 敗            | 1               | 0               | 3               | 0               | 0               | 0               |

| 勝敗 | 対戦相手             | 試合結果                              | 大会名                                                                              | 開催年月日     |
| ×    | サド・ジーン         | 5分5R終了 判定0-3                     | PFL 2025 World Tournament: finals 1 【2025年PFLウェルター級トーナメント決勝】       | 2025年8月2日   |
| ○    | 菊入正行             | 5分3R終了 判定3-0                     | PFL 2025 World Tournament: Semifinals 1 【2025年PFLウェルター級トーナメント準決勝】 | 2025年6月12日  |
| ○    | ジョセフ・ルシアーノ | 5分3R終了 判定3-0                     | PFL 2025 World Tournament: 1st Round 1 【2025年PFLウェルター級トーナメント1回戦】   | 2025年4月3日   |
| ○    | ルカ・ポクリット     | 5分3R終了 判定3-0                     | PFL 6: 2024 Regular Season                                                          | 2024年6月28日  |
| ×    | シャミル・ムサエフ   | 2R 0:27 KO（右ストレート→パウンド）   | PFL 3 【2024年PFLウェルター級トーナメント・レギュラーシーズン1回戦】                | 2024年4月19日  |
| ○    | ブレナン・ウォード   | 2R 4:05 TKO（パウンド）               | Bellator 298: Storley vs. Ward                                                      | 2023年8月11日  |
| ×    | ヤロスラフ・アモソフ | 5分5R終了 判定0-3                     | Bellator 291: Amosov vs. Storley 2 【Bellator世界ウェルター級王座統一戦】           | 2023年2月25日  |
| ○    | マイケル・ペイジ     | 5分5R終了 判定2-1                     | Bellator 281: MVP vs. Storley 【Bellator世界ウェルター級暫定王座決定戦】            | 2022年5月13日  |
| ○    | ネイマン・グレイシー | 5分5R終了 判定3-0                     | Bellator 274: Gracie vs. Storley                                                    | 2022年2月19日  |
| ○    | ダンテ・シャイロ     | 5分3R終了 判定2-1                     | Bellator 265: Kongo vs. Kharitonov                                                  | 2021年8月20日  |
| ×    | ヤロスラフ・アモソフ | 5分3R終了 判定1-2                     | Bellator 252: Pitbull vs. Carvalho                                                  | 2020年11月12日 |
| ○    | EJ・ブルックス       | 1R 5:00 TKO（腕の負傷）               | Bellator 233: Salter vs. van Steenis                                                | 2019年11月8日  |
| ○    | イオン・パスク       | 5分3R終了 判定3-0                     | Bellator 215: Mitrione vs. Kharitonov                                               | 2019年2月15日  |
| ○    | AJ・マシューズ       | 2R 3:56 TKO（パウンド）               | Bellator 204: Caldwell vs. Lahat                                                    | 2018年8月17日  |
| ○    | ホアキン・バックリー | 5分3R終了 判定3-0                     | Bellator 197: Chandler vs. Girtz                                                    | 2018年4月13日  |
| ○    | マット・シーカー     | 5分3R終了 判定3-0                     | Bellator 186: Bader vs. Vassell                                                     | 2017年11月3日  |
| ○    | ケミエル・ヘイリー   | 1R 1:44 TKO（グラウンドの肘打ち連打） | Bellator 181: Girtz vs. Campos 3                                                    | 2017年7月14日  |
| ○    | アンドレス・マーレイ | 1R 1:13 TKO（パンチ連打）             | LFA Fight Night: Sioux Falls                                                        | 2017年4月29日  |
| ○    | コーディ・リンカーン | 2R 0:13 TKO（右ストレート→パウンド）  | RFA 37                                                                              | 2016年4月15日  |
| ○    | レメトラ・グリフィン | 1R 0:33 TKO（パンチ連打）             | RFA 36                                                                              | 2016年3月4日   |
| ○    | マーク・ハメル       | 1R 3:17 TKO（パンチ連打）             | RFA 32                                                                              | 2015年11月6日  |
| ○    | ビル・ミース         | 1R 2:32 TKO（パンチ連打）             | RFA 29                                                                              | 2015年8月21日  |

## 獲得タイトル
- Bellator世界ウェルター級暫定王座（2022年）